# All Your Love (I Miss Loving)/My Baby's a Good 'Un
All Your Love (I Miss Loving)/My Baby's a Good 'Un è un singolo discografico di Otis Rush pubblicato nel 1959.

## Descrizione
All Your Love (I Miss Loving) è scritto dallo stesso Rush

## Tracce
- Side A

1. All Your Love (I Miss Loving)

- Side B

1. My Baby's a Good 'Un

## Formazione
- Otis Rush – voce, chitarra
- Willie Dixon – basso
- Ike Turner – chitarra
- Little Brother Montgomery – piano
- Harold Ashby – sassofono
- Jackie Brenston – sassofono
- Billy Gayles – batteria